# Rissa (ptaki)
Rissa – rodzaj ptaków z podrodziny mew (Larinae) w rodzinie mewowatych (Laridae).

## Zasięg występowania
Rodzaj obejmuje gatunki występujące w Eurazji i Ameryce Północnej.

## Morfologia
Długość ciała 36–40 cm, rozpiętość skrzydeł do 90–97 cm; masa ciała 305–512 g.

## Systematyka

### Etymologia
- Rissa: epitet gatunkowy Larus rissa Brünnich, 1764[a]; islandzka nazwa Rita dla mewy trójpalczastej, od staronorweskiego Ryta[7].
- Cheimonea: gr. χειμων kheimōn, χειμωνος kheimōnos „zima”[8]. Gatunek typowy: Larus tridactylus Linnaeus, 1758.
- Gavia: łac. gavia „niezidentyfikowany ptak morski”, być może rodzaj jakiejś mewy gnieżdżącej się na skałach[9]. Gatunek typowy: Larus tridactylus Linnaeus, 1758.
- Polocandora: epitet gatunkowy Larus polocandor Sparrman, 1789[b]; wyspa Polo Condor (obecnie Côn S’on), Côn Đảo, Wietnam[10]. Gatunek typowy: nie podany.

### Podział systematyczny
Do rodzaju należą następujące gatunki:
- Rissa tridactyla (Linnaeus, 1758) – mewa trójpalczasta
- Rissa brevirostris (Bruch, 1853) – mewa krótkodzioba